# Linyphia tenuipalpis
Linyphia tenuipalpis är en spindelart som beskrevs av Simon 1884. Linyphia tenuipalpis ingår i släktet Linyphia och familjen täckvävarspindlar. Arten är reproducerande i Sverige. Inga underarter finns listade i Catalogue of Life.